# Callomecyna
Callomecyna es un género de escarabajos longicornios.

## Especies
- Callomecyna leehsuehae Yamasako & Chou, 2014
- Callomecyna superba Tippmann, 1965
- Callomecyna tigrinula Holzschuh, 1999